# Pals
Pals és una vila i municipi de la comarca del Baix Empordà. Limita amb els municipis de Torroella de Montgrí, Fontanilles, Palau-sator, Torrent, Regencós i Begur. El nom de la vila prové del llatí "palus", que vol dir aiguamoll i es refereix a les zones humides properes.
Forma part del Parc Natural del Montgrí, les Illes Medes i el Baix Ter.

## Història
Pals és un conjunt monumental històric molt antic format pel castell, la vila i les muralles. Malgrat no haver-hi vestigis d'època romana, el seu nom evoca aquest origen, ja que prové del llatí "Palus", que significa lloc pantanós, i el castell s'anomenava "Castellarum Montis Aspero" que en català és Mont-aspre.
El castell de Pals va ser documentat per primer cop l'any 889 amb el nom de castell de Mont-Aspre quan el rei Odó I de França va fer-li una donació. El segon document, data de l'any 994, per una altra donació feta pels comtes de Barcelona, Ramon Borell i Ermessenda, cedint la torre de Pals i l'església de Sant Pere al bisbe de Girona. A finals del segle x fou propietat de la família del cavaller Gausfred Vidal. El 1065 el senyoriu de Pals retorna als comtes de Barcelona, Ramon Berenguer i Almodis. Entre l'any 1380 i el 1482 esclaten diverses revoltes de camperols anomenades Revolta dels remences que culminen amb la guerra civil catalana contra Joan II. Arran d'aquest conflicte el castell va quedar molt malmès i el monarca va permetre reaprofitar les seves pedres per reconstruir l'església de Sant Pere i les muralles de la vila. Només es va conservar la torre circular, coneguda actualment com la Torre de les Hores. L'any 1501 i en temps del rei Ferran el Catòlic s'organitza com a municipi independent amb atribucions de vila i poders per imposar tributs.
L'escriptor Jordi Bilbeny, fundador de l'Institut de Nova Història, afirma que Cristòfor Colom era en realitat un noble català i que va salpar de la platja de Pals i no de Palos de la Frontera en el seu primer viatge en el qual se li atribueix el descobriment del continent americà. A la vila hi ha diverses informacions i fins i tot una ruta turística per descobrir la relació de Pals amb la descoberta d'Amèrica.

## Geografia
- Llista de topònims de Pals (Orografia: muntanyes, serres, collades, indrets..; hidrografia: rius, fonts...; edificis: cases, masies, esglésies, etc).

Dins el terme municipal de Pals hi ha una extensa plana de camps de secà, la majora d'arròs, que cobreixen gran part del territori. També hi trobem muntanyes i turons de les Muntanyes de Begur com el Quermany Gros (221 msnm), Quermany Petit (114 msnm), el Roca Blanca (135 msnm), el Puig Major (171 msnm), el Puig dels Corbs (117 msnm), el Puig Pedrós (103 msnm) i el Puig d'en Quim (90 msnm).
El municipi de Pals limita amb els següents termes municipals:
| Fontanilles | Torroella |       |
| Palau-sator |           |       |
| Torrent     | Regencós  | Begur |

## Vegetació
La vegetació del municipi de Pals és dominada per les pinedes de pi pinyer i de pi blanc principalment, que s'estenen als vessants del Massís de Begur, al sud del municipi.
D'altra banda, també són destacables la vegetació de l'entorn de les Basses d'en Coll. Al voltant de la llacuna d'aigua dolça hi apareixen canyissars, mentre que a les dunes de la platja es pot trobar una de les mostres de vegetació psamòfila més importants de Catalunya.

## Economia
Per la seva situació entre aiguamolls i per la concentració de la propietat en poques mans, el poble fou considerat insalubre, caciquista i pobre durant segles. L'arròs constitueix un dels signes d'identitat del poble. El seu conreu està documentat des del segle xiv. Fou impulsat molt decididament a inicis del segle xx per la nissaga d'indianos descendents de Pere Coll i Rigau (1853 – 1918) i del seu fill Pere Coll i Llach, polític i empresari, amic del president Companys, i que tot i haver militat a la Unión Patriótica de Primo de Ribera, fou mecenes del diari La Humanitat i Comisari d'Ordre Públic de la Generalitat de Catalunya fins als fets d'octubre. Fruit d'aquest recorregut n'ha sorgit la marca Arròs de Pals, producte adherit a la marca Productes de l'Empordà.

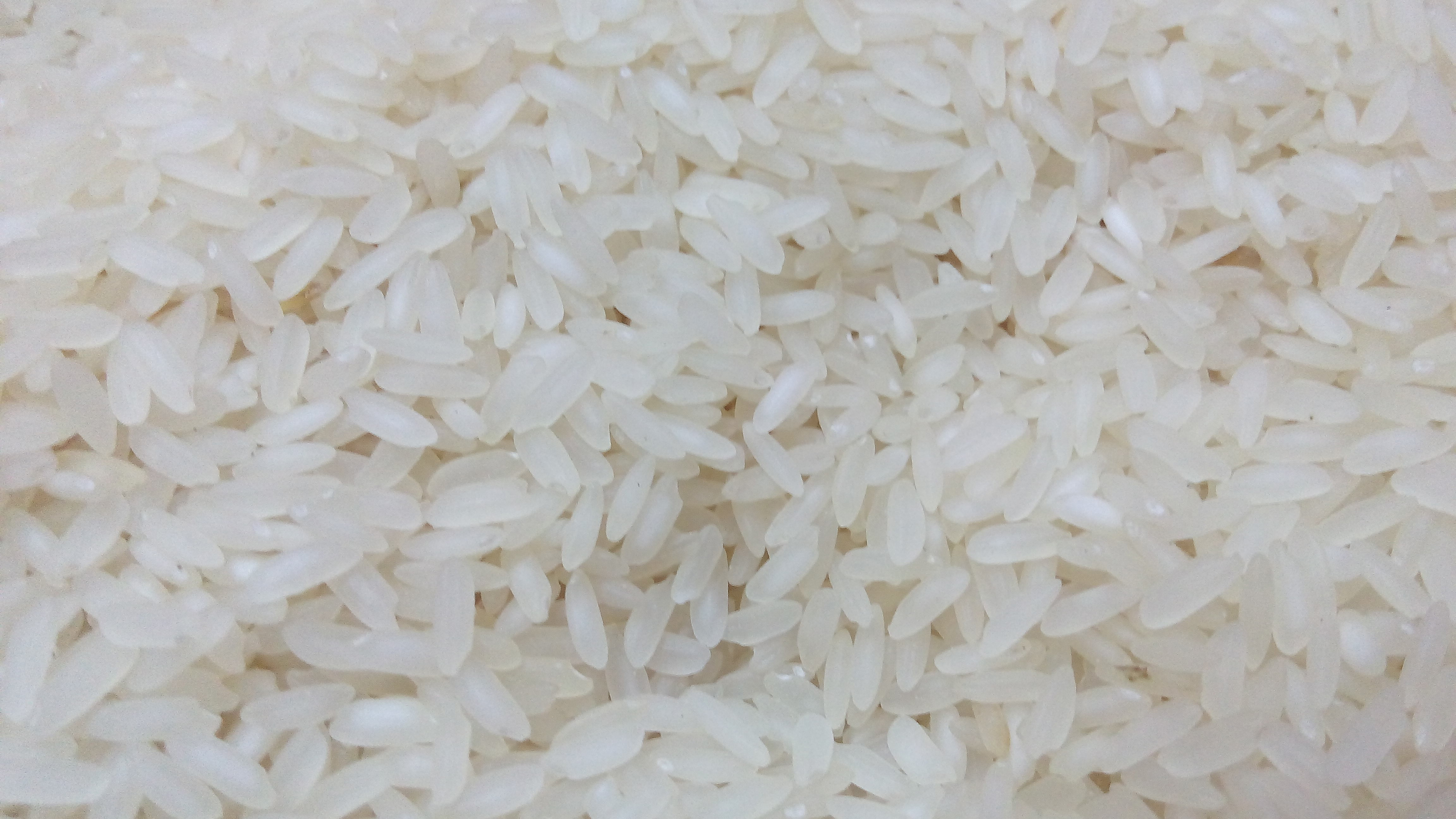
Arròs de Pals

Fins al segle xvii, el terme de Pals patí atacs corsaris, raó per la qual moltes antigues masies són encara emmerletades. Actualment Pals és un municipi eminentment dedicat al turisme familiar, tot i que per les característiques de la seva estratègia de creixement urbanístic, la construcció és encara un dels puntals de la seva activitat econòmica. Malgrat tot, bona part del territori és dedicat encara a l'agricultura, amb importants conreus de secà i arrossars.
| Entitat de població    | Habitants (2024) |
| Pals                   | 1.089            |
| els Masos de Pals      | 675              |
| el Mas Tomasí          | 255              |
| els Arenals de Mar     | 218              |
| la Pineda de Pals      | 123              |
| Residencial dels Masos | 95               |
| Palsmar                | 49               |
| Puigvermell            | 47               |
| Puigsaguilla           | 28               |
| sa Punta               | 4                |
| Font: Idescat          |                  |

## Demografia[4]
| 1497 f | 1515 f | 1553 f | 1717 | 1787  | 1857  | 1877  | 1887  | 1900  | 1910  |
| ------ | ------ | ------ | ---- | ----- | ----- | ----- | ----- | ----- | ----- |
| 102    | 113    | 147    | 480  | 1.152 | 1.493 | 1.383 | 1.384 | 1.286 | 1.475 |

| 1920  | 1930  | 1940  | 1950  | 1960  | 1970  | 1981  | 1990  | 1992  | 1994  |
| ----- | ----- | ----- | ----- | ----- | ----- | ----- | ----- | ----- | ----- |
| 1.491 | 1.406 | 1.457 | 1.534 | 1.666 | 1.728 | 1.722 | 1.696 | 1.689 | 1.689 |

| 1996  | 1998  | 2000  | 2002  | 2004  | 2006  | 2008  | 2010  | 2012  | 2014  |
| ----- | ----- | ----- | ----- | ----- | ----- | ----- | ----- | ----- | ----- |
| 1.770 | 1.822 | 1.912 | 2.055 | 2.261 | 2.400 | 2.698 | 2.745 | 2.793 | 2.533 |

| 2016  | 2018  | 2020  | 2022  | 2024  | 2026 | 2028 | 2030 | 2032 | 2034 |
| ----- | ----- | ----- | ----- | ----- | ---- | ---- | ---- | ---- | ---- |
| 2.423 | 2.461 | 2.395 | 2.548 | 2.556 | -    | -    | -    | -    | -    |

## Llocs d'interès
Pals compta amb un centre històric medieval on destaca la torre romànica construïda entre els segles xi i xiii, coneguda com la Torre de les Hores.
Dins del barri gòtic de la vila hi ha carrers empedrats i arcades de mig punt, façanes amb finestres ogivals i balcons de pedra. La muralla de la ciutat consta de quatre torres quadrades que daten del segle iv. El mirador de Josep Pla (des d'on es poden veure els camps de l'Empordà i les illes Medes), la plaça Major, les tombes al carrer Major i l'església de Sant Pere són altres racons turístics de la ciutat. Hi ha també un Museu d'Arqueologia.
Als afores de la vila s'aixeca el centre urbà dels Masos de Pals i també la Platja de Pals, llocs d'atracció turística.
Llocs d'interès:
- Barri antic del Pedró
- les Basses d'en Coll

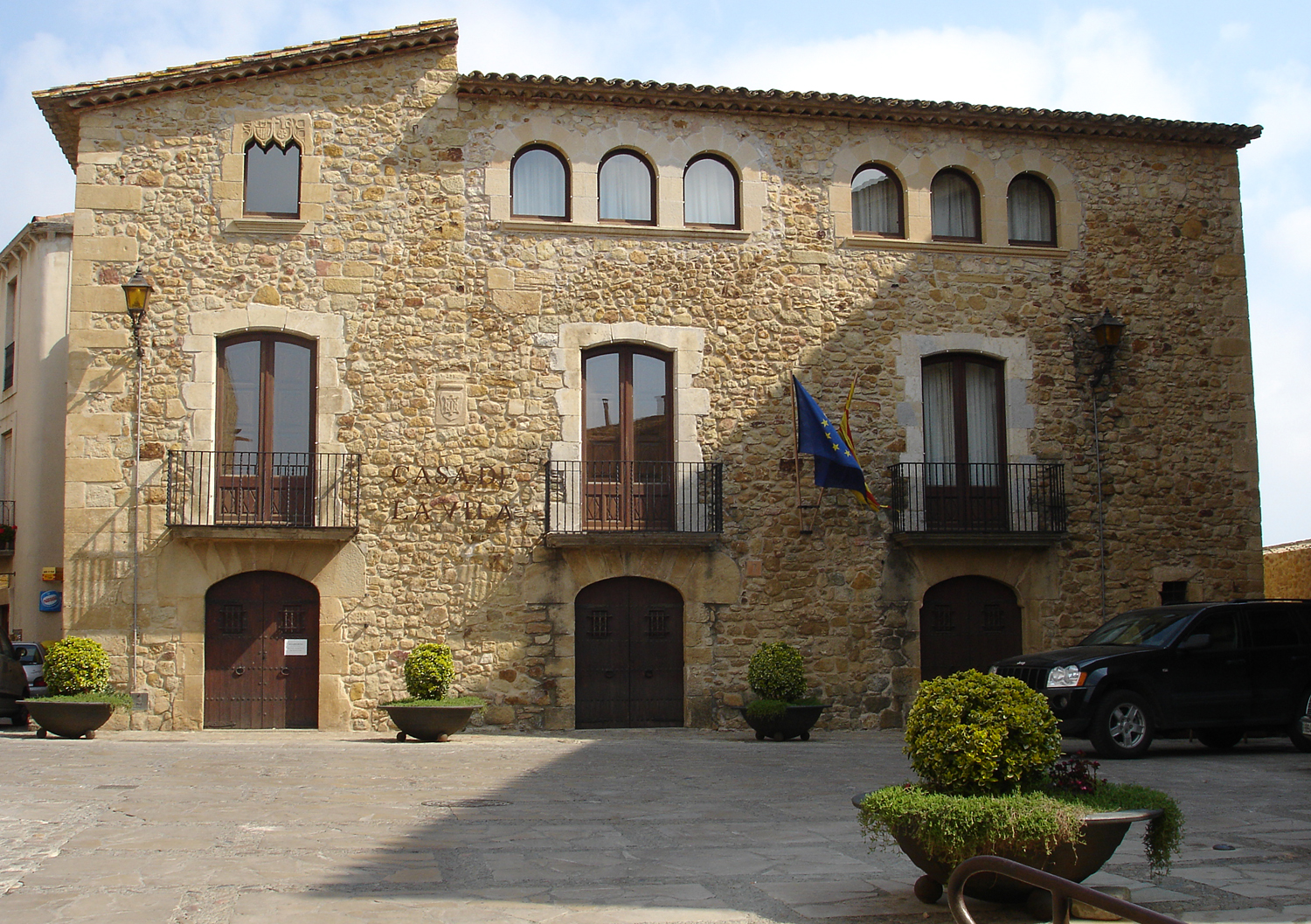
Casa de la Vila

- Platja de Pals i dunes continentals de Platja de Pals
- Pla especial d'interés Natural de les Muntanyes de Begur
- Museu Casa de Cultura Ca la Pruna
- Museu d'Arqueologia Submarina i Farmàcia Desideri Ferrer.[5]
- Les quatre torres de la muralla
- Castell de Pals
- Torre de les Hores
- Església de Sant Pere
- Tombes del carrer Major
- Illa Roja
- Molí de Pals

## Arròs de Pals
L'Arròs de Pals és l'aliment més tradicional i arrelat de la vila. Es tracta d'un arròs produït a l'Empordà que es comercialitza sota la marca Arròs de Pals, de qualitat extra i que es presenta de forma envasada. Les varietats més conegudes que es conreen a Pals són el bahia i el bomba. Als restaurants de Pals es poden degustar un ampli ventall de plats preparats amb aquest producte.

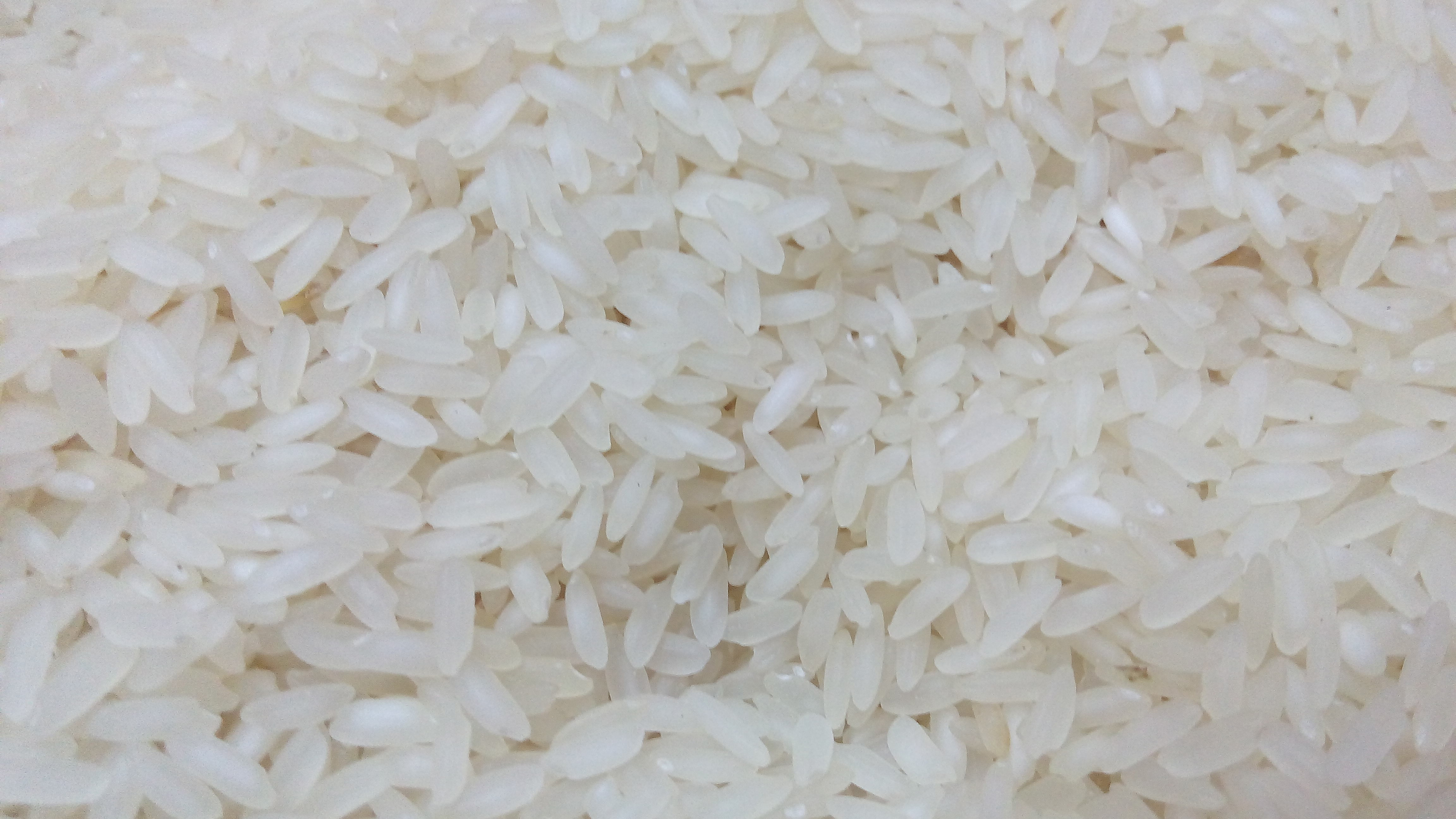
Arròs de Pals

És un producte adherit a la marca de garantia Productes de l'Empordà. L'època de sembra és de finals d'abril a principis de maig i la seva recol·lecció de finals de setembre a finals d'octubre.

## Festes i tradicions
- Durant el mes de maig - Campanya gastronòmica de l’arròs de Pals
- Durant el mes de juny - Plantada tradicional de l’arròs
- Primers dies d'agost - Festa major de Pals
- Primers dies de setembre - Festa major dels Masos de Pals[7]
- Durant el mes d'octubre - Sega tradicional de l’arròs

## Comunicacions
Els tres nuclis del poble de Pals estan comunicats per la carretera GIV-6502, mentre que la GI-650A travessa el nucli de Pals de sud a nord pel Carrer Enginyer Algarra. La carretera C-31 també es troba en part dins el terme municipal de Pals, entre els punts quilomètrics 339 i 344.
| Identificador | Distància | Nomenclatura comú                                     |
| ------------- | --------- | ----------------------------------------------------- |
| C-31          | 5 km      | Carretera de Torroella                                |
| GI-650A       | 500m      | Carrer Enginyer Algarra                               |
| GI-652        | 1 km      | Carretera de Torrent                                  |
| GI-652A       | 200m      |                                                       |
| GIV-6502      | 4 km      | Carretera de Pals a la Platja / Avinguda Mediterrània |

## Científics i escriptors a Pals

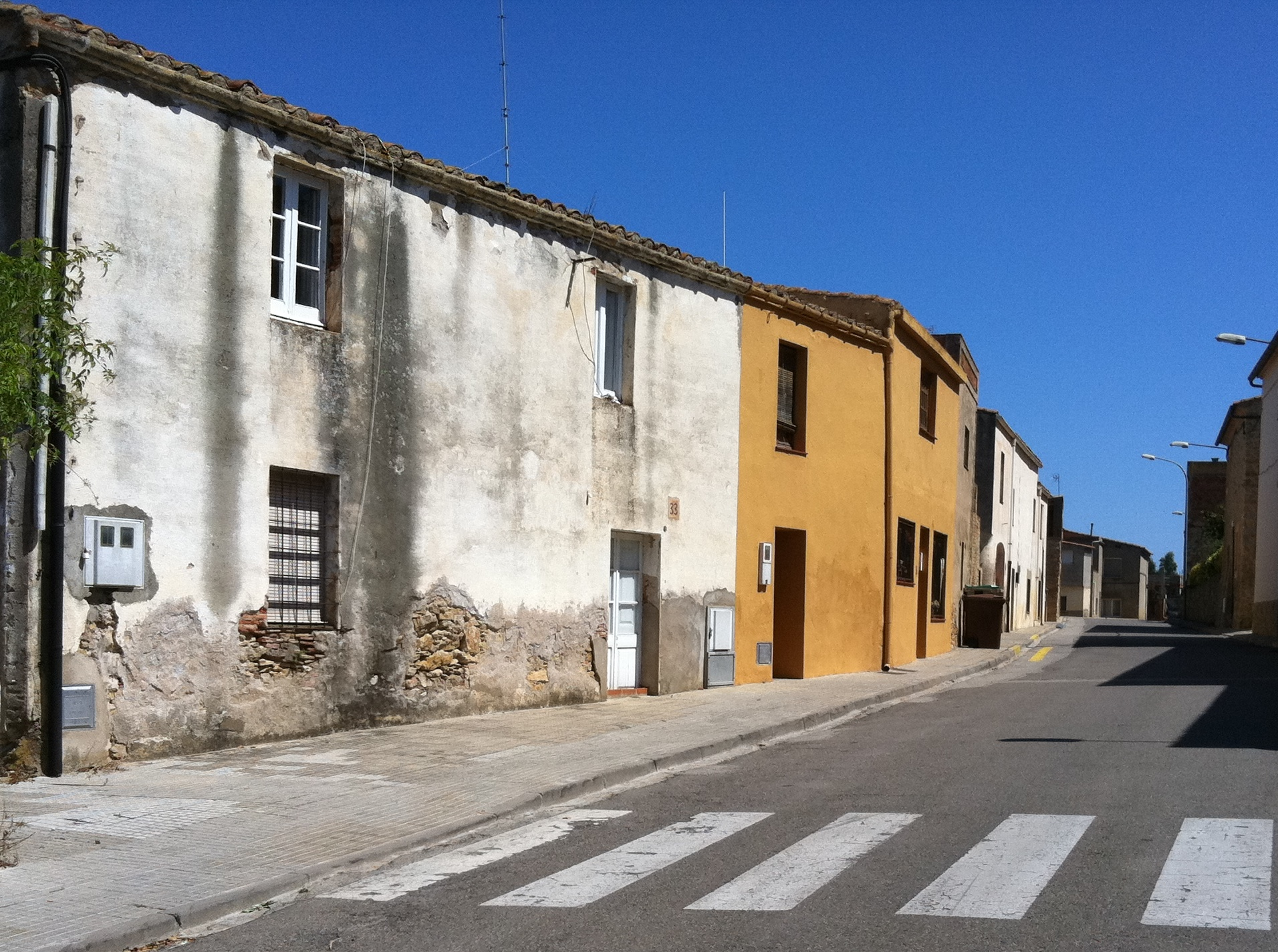
Els Masos de Pals

Pals té una àmplia i antiga tradició cultural. Entre els científics que provenen de la localitat o hi han nascut destaquen:
Mossèn Johan Pere, que fou un cosmògraf, jurista i expert en dret mercantil que formava part de la Cort dels Reis Catòlics. Va editar el 1489 unes Taules astronòmiques en llengua catalana. Els Pere, Pera o Peres són un llinatge noble de Girona i durant els segles XV i XVI, són els propietaris del Castell de Sant Miquel, dit també Molí de Pals o Mas Tafurer.
Els metges de la nissaga Pi-Figueras (que deriva de Jaume Pi i Figueras, 1900-1991, deixeble del doctor Manuel Corachan).
Entre els científics socials, destaquen el geògraf Joan Carandell Pericay (1893-1937), l'historiador de la literatura i membre de l'Institut d'Estudis Catalans Eduard Valentí i Fiol Arxivat 2008-09-06 a Wayback Machine. (1910-1971), el novel·lista i historiador Agustí Alcoberro i Pericay (1958) i el filòsof Ramon Alcoberro i Pericay (1957).
Entre els escriptors, el poeta surrealista Ventura Ametller (1933-2008), pseudònim del veterinari Bonaventura Claveguera, fou amic i confident de Josep Pla, el qual va deixar escrita la frase: «Pals mereix no una sinó cent visites» i dedicà a la vila un seguit de planes ja clàssiques.
També resideixen o van residir habitualment a Pals la poetessa Montserrat Abelló, la dibuixant i feminista històrica Núria Pompeia i l'assagista i editor Salvador Pàniker.

## Platges

### Platja del Grau
L'actual platja de Pals, antigament se l'anomenava "El Grau", que significa port. El paisatge de costa que contemplem ara no és el mateix que en segles anteriors. On ara hi ha plantacions d'arròs i pins, abans hi havia aiguamolls i segons els mapes antics el riu Ter desembocava a Pals.
El geòleg Joan Carandell i Pericay ens diu al seu llibre El Bajo Ampurdán que "Torroella era un port en temps de la dominació romana, avui està a més de 5 km del mar; des de l'any 1300, el mar que envoltava el promontori de la Fonollera ha retrocedit quasi dos kilòmetres així com els vents del N; NNE i en han anat configurant al llarg de la platja de Pals les dunes que avui en dia coneixem i admirem".
Carandell també ens parla que "per la configuració de la costa hi ha abundància de sardines i tota classe de peix de la mateixa família que agraeixen dues coses: la poca espessor de les aigües i l'abundància de residus orgànics que crien una abundant vegetació submarina. Això és el que passa al Grau del Ter, viver de riquíssima pesca, amb abundància de llisses, llobarros, i tota classe de peixos amants de la barreja d'aigua dolça i salada".

### Platja Gran
La platja del sud de Pals s'anomena "Platja Gran". És la més fonda i de sorra més granulada. Es troba en un entorn semiurbanitzat de gran valor natural que inclou l’espai de l’antiga Ràdio Liberty. Limita al nord amb la platja del Grau i al sud amb la platja del Racó (Begur).

## Agermanaments
- Orcera, Jaén